# Hôtel de la Chambre
Hôtel de la Chambre (luks. Chambersgebai) – budynek parlamentu Luksemburga, w którym obraduje Izba Deputowanych. Położony jest w centrum stolicy kraju, mieście Luksemburg (przy ulicy Krautmaart) i przylega do Pałacu Wielkich Książąt.

## Historia
Przed powstaniem nowej siedziby parlamentu, obrady odbywały się w położonym tuż obok budynku Pałacu Wielkich Książąt. Budowę nowego obiektu rozpoczęto 27 lipca 1858 roku, a inauguracyjna sesja parlamentu w nowym budynku miała miejsce 30 października 1860 roku. W roku 1881 rozbudowano budynek, a w 1890 roku podłączono do niego elektryczność.
W czasie niemieckiej okupacji, w latach 1940–1944 w budynku miało siedzibę regionalne biuro propagandowe. Z budynku usunięto symbole Luksemburga i wywieszono flagi ze swastyką. Z powodu zagrożenia bombardowaniami, piwnice zamieniono na schron. Pierwsza sesja parlamentu po wyzwoleniu z okupacji miała miejsce 6 grudnia 1944 roku.
W latach 1985 oraz 1997–1999 miały miejsce kolejne prace rozszerzające i modernizacyjne.